# گلاواتارتسی
گلاواتارتسی (به بلغاری: Glavatartsi) یک منطقهٔ مسکونی در بلغارستان است که در شهرستان کاردژالی واقع شده‌است.